# Old Man of Hoy

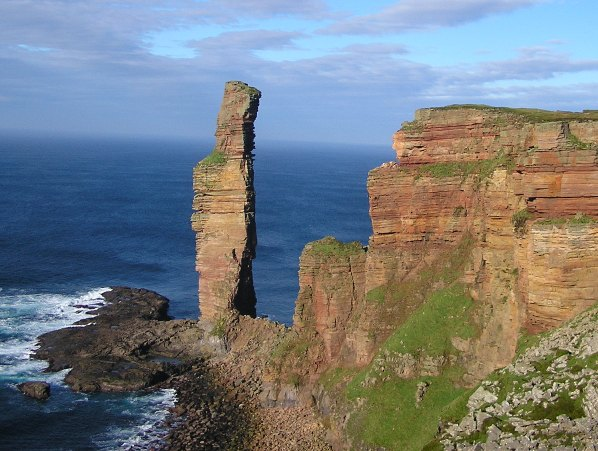
Old Man of Hoy

Old Man of Hoy – skalna kolumna w pobliżu zatoki Rackwick na zachodnim wybrzeżu wyspy Hoy, w archipelagu Orkadów, w Szkocji. Ma 137 m wysokości. Jest popularnym celem wypraw wśród wspinaczy. 
Sama formacja ma prawdopodobnie mniej niż 400 lat. Nie widnieje ona na żadnej z map w okresie od 1600 do ok. 1750 r. W 1817 r. malarz William Daniell naszkicował Old Man of Hoy jako szeroką, u szczytu zwężającą się, kolumnę. Jeszcze w XIX wieku burza spowodowała odpadnięcie fragmentu kolumny doprowadzając ją mniej więcej do obecnego stanu.
Pierwszego wejścia na Old Man of Hoy dokonali w 1966 r. Chris Bonington, Rusty Baillie i Tom Patey. Między 8 a 9 lipca 1967 r. telewizja BBC przeprowadziła transmisję z wyścigu na wierzchołek między trzema parami wspinaczy: Bonington i Patey, Joe Brown i Ian McNaught-Davis oraz Pete Crew i Dougal Haston.
8 września 2006 r. na kolumnę wspiął się Sir Ranulph Fiennes (miał wtedy 62 lata), przygotowując się do zdobycia Eigeru.